# تيموثي جون باركر
تيموثي جون باركر (بالإنجليزية: Timothy John Parker)‏ هو كاتب أمريكي، ولد في 1958.